# Cry out (彩音の曲)
「cry out」（クライ・アウト）は、日本の女性歌手、彩音の16枚目のシングル。2012年6月20日にFive Recordsより発売された。販売元はavex marketing Inc.。

## 概要
- 前作「Crest of Knights」以来約10ヶ月振りとなるリリースであり、2012年に唯一リリースされたシングル。
- 本作は、MAGES.の忘年会にてアニソンカヴァーを披露して以来、本人と流田Projectの初コラボレーションシングルとなる[2]。
- 表題曲はMXTV『アニメTV』2012年5月のオープニングテーマに起用された[3]。
- 表題曲には歌唱を担当しただけで、歌詞については「私も曲に歌詞を書かせていただくことがあるんですが、＜本曲＞には私にはないワードがたくさんあって、すごい大人っぽい歌詞だなって思いました。今回の＜本曲＞の世界観は最初は心の中まで強い女性の歌なのかなと思ったのですが、“私”や“僕”という表現がされていなかったので、もしかしたら男性目線もありなのかな、という印象を受けました」と語った[2]。
- カップリング曲の「Red Rose Evangel」はナムコ音楽ゲーム『太鼓の達人』に提供した楽曲の再録フルサイズ・バージョンとなり、3曲目の「Reckless fire」はテレビアニメ『スクライド』のカバー・バージョンとなっている。
- 「cry out」と「Red Rose Evangel」は4枚目のオリジナルアルバム『Luminous Flux』に収録され、「Reckless fire」はアルバム未収録となっている。

## 収録曲
| #         | タイトル                                            | 作詞        | 作曲           | 編曲        | 時間  |
| --------- | --------------------------------------------------- | ----------- | -------------- | ----------- | ----- |
| 1.        | 「cry out」                                         | 流田Project | 流田Project    | 流田Project | 3:49  |
| 2.        | 「Red Rose Evangel」(Full ver.)                     | 観阿弥      | 世阿弥         | 世阿弥      | 4:50  |
| 3.        | 「Reckless fire」(TV Full Size Version)             | 酒井ミキオ  | 鈴木Daichi秀行 | 流田Project | 4:48  |
| 4.        | 「cry out」(off vocal)                              |             |                |             | 3:49  |
| 5.        | 「Red Rose Evangel」(Full ver.) (off vocal)         |             |                |             | 4:50  |
| 6.        | 「Reckless fire」(TV Full Size Version) (off vocal) |             |                |             | 4:48  |
| 合計時間: | 合計時間:                                           | 合計時間:   | 合計時間:      | 合計時間:   | 26:54 |